# Máté
Máté ist ein ungarischer männlicher Vorname, der auch als Familienname vorkommt, beziehungsweise Maté ein spanischer Familienname. Er entspricht dem deutschen Matthäus. Als Familienname kommt er auch ohne Diakritika vor.

## Namensträger

### Vorname
- Máté Bereczki (1824–1895), ungarischer Pomologe
- Máté Csák (≈1260–1321), Adeliger und De-facto-Herrscher im Königreich Ungarn, siehe Matthäus Csák
- Maté Fazekas (* 2000), ungarischer Basketballspieler
- Máté Fenyvesi (1933–2022), ungarischer Fußballspieler
- Máté Halász (* 1984), ungarischer Handballspieler
- Máté Helebrandt (* 1989), ungarischer Geher
- Máté Kamarás (* 1976), ungarischer Musicaldarsteller
- Máté Lékai (* 1988), ungarischer Handballspieler
- Máté Pálfy (* 1988), ungarischer Biathlet und Radsportler
- Máté Valkusz (* 1998), ungarischer Tennisspieler
- Máté Zalka (1896–1937), ungarischer Schriftsteller und Revolutionär

### Familienname
- Aaron Maté (* 1979), kanadischer Journalist
- Andy Mate (1940–2012), US-amerikanischer Fußballspieler ungarischer Herkunft
- Balázs Máté (* 1965), ungarischer Cellist
- Bence Máté (* 1985), ungarischer Tierfotograf
- Daniel Maté (* 1963/64), spanischer Milliardär
- Gábor Máté (* 1944), kanadischer Mediziner ungarischer Herkunft, siehe Gabor Maté
- Gábor Máté (Schauspieler) (* 1955), ungarischer Schauspieler und Regisseur
- Gábor Máté (Leichtathlet) (* 1979), ungarischer Diskuswerfer
- Hunor Mate (* 1983), österreichischer Schwimmsportler
- Illja Mate (* 1956), sowjetisch-ukrainischer Ringer
- Luis Ángel Maté (* 1984), spanischer Radrennfahrer
- Olga Máté (1878–1961), ungarische Fotografin
- Philippe Maté (1939–2002), französischer Jazzmusiker
- Rudolf Maté (1877–nach 1937), deutscher Architekt
- Rudolph Maté (1898–1964), US-amerikanischer Regisseur
- Sébastien Maté (* 1972), französischer Fußballspieler
- Simão Mate Junior (* 1988), mosambikanischer Fußballspieler
- Tamás Máté (* 1998), ungarischer Sprinter
- Timotej Mate (* 1996), slowenischer Fußballspieler
- Wassili Wassiljewitsch Maté (1856–1917), russischer Maler, Zeichner und Radierer